# Jonas Favre
Pour les articles homonymes, voir Favre.
Jonas Favre, né vers 1630 à Couvet et mort le 26 janvier 1694 à Neuchâtel, est un architecte actif également en Pays de Vaud et dans le canton de Berne.

## Biographie
Ce maître maçon et architecte a connu un assez grand rayon d’action, travaillant dans la principauté de Neuchâtel, ainsi qu’au Pays de Vaud et dans le canton de Berne. Au nombre de ses principaux ouvrages il faut mentionner, à Neuchâtel même, les fontaines du Griffon et du Lion (1664), la terrasse de la place des Halles 13 (1664-1665), les anciennes maisons Montmollin (1685-1686) et Petitpierre (1687-1688). Mais on le rencontre aussi au temple de Couvet (1657-1658), à Saint-Blaise, en 1660 à la maison « Maison Neuve », puis au temple (1662-1667), au temple de Serrières (1666), au nouveau château d'Oberdiessbach (1668-1670), au temple de Môtiers (1669-1671) au port de Grandson (1671), au couvent des dominicaines à Estavayer-le-Lac (1687-1688), à la maison Stürler à Cotterd (1689-1691), au temple de Villars-le-Grand (1689-1691) où il a peut-être aussi élevé la cure, et à la maison Loys de Villardin à Moudon (1690). Il a aussi dressé le plan de distribution de la rue du Coq d'Inde à Neuchâtel (1684). Enfin, on lui doit aussi les plans du temple de Dombresson (avant 1694).